# Bydlin
Bydlin is een dorp in de Poolse woiwodschap Klein-Polen. De plaats maakt deel uit van de gemeente Klucze en telt 950 inwoners.